# Prachtglanzstar
Der Prachtglanzstar (Lamprotornis splendidus) aus der Gattung der Eigentlichen Glanzstare (Lamprotornis) ist eine Vogelart aus der Familie der Stare (Sturnidae) und gehört zu der Ordnung der Sperlingsvögel (Passeriformes). Er ist ein an den Westküsten des tropischen Afrikas und in den tropischen zentralafrikanischen Staaten bis hinüber nach Uganda im Osten und Nordangola im Süden verbreiteter Vogel. Er ernährt sich überwiegend von Früchten und Insekten, Würmern und anderen Wirbellosen. Der Prachtglanzstar wird in vier Unterarten unterteilt.

## Merkmale

### Körperbau und Gefieder
Die Größe der Prachtglanzstare variieren zwischen 29 und 36 Zentimetern, wobei die weiblichen Exemplare kleiner ausfallen als die männlichen und erreichen eine Flügelspannweite von etwa 40 Zentimeter. Ihr Gewicht liegt zwischen 119 und 150 Gramm.
Das Gefieder auf der Oberseite hat einheitlich stark irisierende metallisch glänzende Farben. Sein Gefieder besteht aus sogenannten Strukturfedern, die ihre Farben ohne Pigmente durch Lichtbrechung hervorrufen. Der besondere Glanz wird durch die in der Struktur der Federn eingebundenen Melanosome, die unter einem Keratinfilm liegen, hervorgerufen. Das Besondere dieser Melanosome sind ihre plättchenartige und innen hohle Form. Die Plättchen sind einfach oder vielfach geschichtet oder alternierend (wechselweise) angeordnet.
Zügel und Ohrdecken sind schwarz und die Kopfdecke ist im vorderen Bereich grünlich, im hinteren mehr bläulich metallisch glänzend. An dem Übergang zwischen Hals und Schulter hat er an den Seiten einen gold-bronzenen Fleck.  Das bläulich metallische glänzen zieht sich über Nacken und Schulter hin und im weiteren Verlauf am Rücken geht das Gefieder in ein leicht violettes blau über. Der Bürzel  und die Schwanzdeckfedern sind bläulich grün. Das Kinn ist bläulich glänzend, geht in ein leichtes violett über, das im oberen Brustbereich purpurfarbenen wird. Im weiteren Verlauf wird die Brust und der Bauch wieder violett und es zieht sich ein kupferfarbenes Band über den mittleren Bauchbereich. Von dort aus verläuft die Farbgebung wieder in ein leicht violettes blau. Beim Prachtglanzstar in Kamerun und Nigeria sind beim Männchen die violetten Töne an Brust und Bauch erheblich ausgeprägter. Der Unterbauch und Schwanz erhalten im weiteren Verlauf eine schwarz-grau violette Tönung. Die Beine und der Schnabel sind dunkelgrau bis schwarz. Die Farben der Weibchen sind insbesondere im Bauchbereich weniger violett, sondern deutlich blauer gehalten.
Das Gefieder der Juvenilen ist an Kopf und Hals grünlich und hat bereits glänzende Federspitzen. Von der Schulterpartie über den Rücken bis hin zum Bürzel stellt sich der Jungvogel in bläulichen Tönen dar. Die Unterseite ist überwiegend in braunen Tönen gehalten. Schnabel und Zügel und Ohrdecken sind in dunklem Braun. Flügel und Schwanz sind glänzend wie bei den adulten Prachtglanzstaren aber das übrige Gefieder ist von einem noch stumpferen Glanz und die Flügel sind weniger betont. Auch der Jungvogel hat schon schwarze Federspitzen.

### Auge
Die Iris der Augen hat eine cremig gelbe Farbe, wobei dieses bei den Unterarten von fast weißlich-gelb  bis orange-rot variiert. Wie die meisten Vogelarten, außer den nachtaktiven Vögeln, sehen die Prachtglanzstare ihre Umwelt anders als wir Menschen. Im Gegensatz zum Menschen hat der Star für das Farbsehen vier und nicht nur drei Fotorezeptortypen (auch Sehzellen genannt) auf der Retina (Netzhaut). Neben den für das Schwarz-Weiß-Sehen zuständigen dünneren stäbchenförmigen Rezeptoren sind vier zapfenförmige Rezeptortypen für die Wahrnehmung bei den Staren zuständig (tetrachromatisches Sehen). Drei der vier zapfenförmigen Rezeptortypen sind für den in vom Menschen sichtbaren Bereich des Lichtes (trichromatisches Sehen) zuständig, welche die drei Grundfarben rot, grün und blau sichtbar machen. Der vierte Rezeptor ist für die Wahrnehmungen im Bereich des ultravioletten Lichtes verantwortlich, welches für den  Menschen nicht sichtbar ist. Der Lichteinfall regt die verschiedenen Rezeptortypen innerhalb der stark gefalteten und mit unterschiedlich farbigen Öltröpfchen versehenen Membranen verschieden intensiv an. Auf die unterschiedlichen Wellenlängen des Lichtes reagieren die jeweils zuständigen Rezeptoren mehr oder weniger stark, so dass die unterschiedlichen Farben und Farbtöne wahrgenommen werden. Der gegenüber dem Menschen zusätzliche UV-Rezeptor lässt die Stare unsere Umwelt erheblich differenzierter bzw. anders wahrnehmen. So ist der Star in der Lage, mit Hilfe der UV-Rezeptoren Unterschiede bei den Artgenossen, dem Reifegrad der Früchte oder UV-reflektierende Spuren, die wir nicht sehen, besser und einfacher zu erkennen.

### Lautäußerungen
Der Prachtglanzstar ist ein lauter Vogel, der verschiedene Laute von sich gibt, darunter gutturale und nasale Rufe sowie schrille Pfeiftöne. Er ahmt auch Stimmen anderer Vogelarten, Affen oder der Menschen nach.

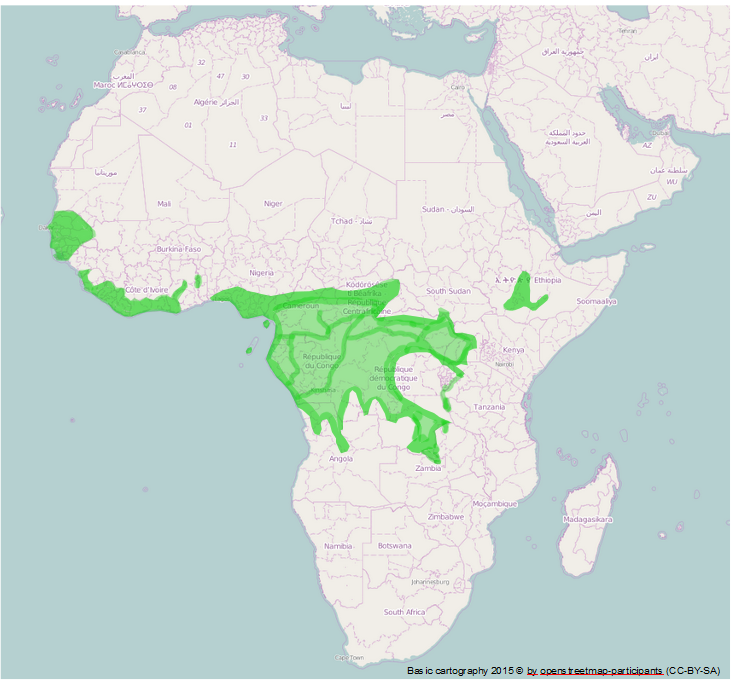
Verbreitungsgebiet Prachtglanzstar (Lamprotornis splendidus)

## Lebensraum und Verbreitung
Der Prachtglanzstar lebt in offenen Wäldern und Galeriewäldern mit hohen Bäumen entlang tropischer Flussläufe sowie an Waldrändern oder auf weit vorgelagerten Inseln auch in Mangrovenwäldern, aber ebenso in Parks und Gärten mit hohen Bäumen in Siedlungsnähe. Er ist in der Regel zwischen Meereshöhe und 2000 m über dem Meeresspiegel vorzufinden und in einigen Regionen Ostafrikas auch in bis zu 2300 m.
Das Verbreitungsgebiet erstreckt sich südlich der Sahara von Senegal entlang der Westküste Afrikas über Gambia, Guinea-Bissau, Guinea, Sierra Leone, Liberia, Elfenbeinküste, Ghana, Togo und Nigeria. Ebenso kann man auf den dem Kongobecken vorgelagerten Inseln Bioko und Principe den Prachtglanzstar finden. Ein großer Teil des Verbreitungsgebietes befindet sich von Kamerun über die Länder Äquatorialguinea und Gabun in südliche Richtung bis hinunter nach Nordangola und in östliche Richtung über die Republik Kongo, Demokratische Republik Kongo (ehem. Zaire), Zentralafrikanische Republik, Südsudan, Ruanda, Burundi bis zu den Anrainerstaaten des Victoriasees nach Uganda, NW Tansania sowie Kenia. Durch die Abholzung der Hochlandwälder in Kenia (1700 bis 2300 m) dezimierte sich die Verbreitung dort drastisch, so dass der Prachtglanzstar kaum noch vorzufinden ist. In weiten Teilen Zentralafrikas kommt der Prachtglanzstar nur seltener vor. Das südlichste Verbreitungsgebiet liegt in Sambia, welches der Prachtglanzstar als Brutgebiet nutzt. Ein im allopatrischen Sinne getrenntes Gebiet bildet im Nordosten des tropischen Afrikas das Hochland und der Westen Äthiopiens, in dem er weit verbreitet vorkommt. Insgesamt handelt es sich mit einer Fläche von etwa 3,74 Mio. km² um ein großes Verbreitungsgebiet.
Die Unterarten verteilen sich über unterschiedliche Regionen und unterscheiden sich in ihrer Farbgebung von der nominalen Form Lamprotornis splendidus splendidus
- Lamprotornis splendidus chrysonotis Swainson, 1837
  - Verbreitungsgebiet: von Ostsenegal entlang der Küste bis Südtogo.
  - Farbgebung : Vorderes Kopfgefieder, Nacken und Schulterpartie etwas grüner, Kehlkopf und Brust mehr violett-blau als purpurfarben und das bronzefarbene Brustband fällt schmaler aus.
- Lamprotornis splendidus splendidus (Vieillot, 1822)
  - Verbreitungsgebiet: Benin, Nigeria, Príncipe und Kamerun bis hinüber nach Südsudan sowie in der Enklave in Äthiopien, südlicher von West nach Ost in der Volksrepublik Kongo, Nordangola, Zentral-Kongo, Uganda, Kenia, Ruanda, Burundi und Tansania.
  - Farbgebung : nominale Form
- Lamprotornis splendidus lessoni (Pucheran, 1859)
  - Verbreitungsgebiet: Insel Bioko
  - Farbgebung: im oberen Bereich entsprechend der nominalen Form, das Weibchen hat jedoch im oberen Brustbereich mehr violette Töne und das bronzefarbene Band ist schmaler und sitzt etwas tiefer auf dem Bauch.
- Lamprotornis splendidus bailundensis (Neumann, 1920)
  - Verbreitungsgebiet: Nordost Angola, Südkongo  und Sambia.
  - Farbgebung: Vorderes Kopfgefieder, Nacken und Schulterpartie grüner, die kleineren Schwungfedern sind blauer und er hat ein violettes Band auf der oberen Brust.

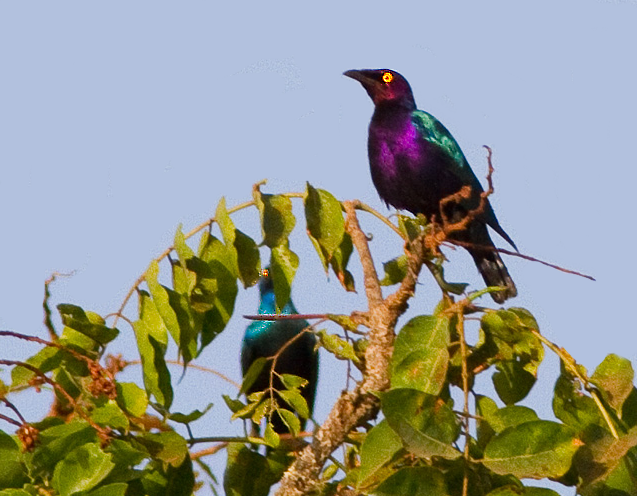
Prachtglanzstar (Lamprotornis splendidus) on the way to Ngaundere, Kamerun mit den extrem ausgeprägten Farben

## Lebensweise und Verhalten
Der Prachtglanzstar lebt überwiegend resident aber mit regionalen und lokalen Bewegungsmustern. Er lebt bevorzugt an seinen Rastplätzen hoch oben in dichten schützenden Baumkronen in 30 bis 50 m Höhe. Es wurden sehr große Schwärme von mehreren zehntausend Artgenossen an seinen Schlafplätzen beobachtet. Von dort aus brechen sie tagsüber in kleineren Gruppen von bis zu hundert Vögeln zur Nahrungssuche auf, die in bestimmten Gebieten vereinzelt auch größer sein können. Dabei werden oft weitere Strecken von 15–20 km zu den Nahrungsgebieten zurückgelegt. Die Gruppen suchen sich einen hohen schützenden Baum als Rückzugsraum und fliegen für die direkte Nahrungsaufnahme die meist 50 bis 150 m entfernten bevorzugten Früchte tragenden Bäume an. Dort nehmen sie zwei bis drei Früchte zu sich und eine weitere nehmen sie mit zurück in ihren Rückzugsbaum. Dort essen sie die noch mitgebrachte Frucht und würgen anschließend die vorverdaute Nahrung hoch und verdauen sie weitere Male. In den früchtetragenden Bäumen verhalten sie sich äußerst leise, wohingegen sie in den Bäumen der Rückzugsräume, insbesondere tagsüber, sich lärmend verhalten, um beispielsweise andere artverwandte Spezies oder Hornraben von ihrem Futterplatz abzulenken. Dort verweilen sie oft den ganzen Tag über, bis sie zu ihren Schlafplätzen zurückkehren.
Seine bevorzugte Nahrung ist sehr vom regionalen Angebot abhängig und besteht aus verschiedensten Früchten wie die der Feigenbäume Ficus carica und anderer Ficus-Arten oder den in weiten Teilen des tropischen Afrikas vorkommenden Arten der Gattungen Xylopia, sowie Maesopsis, auch „Umbrella tree“ genannt, Magnolienarten Pycnanthus, der Muskatnussgewächse Myristica, Dacryodes sowie der Avocadobäume Persea und verschiedenen mehr.
Bei der eiweißhaltigen Nahrung stehen Insekten und andere wirbellose Tiere wie unter anderem  Ameisen, Termiten, Heuschrecken, Baumschnecken und sogar kleine Eidechsen oder kleine Frösche auf dem Speiseplan.

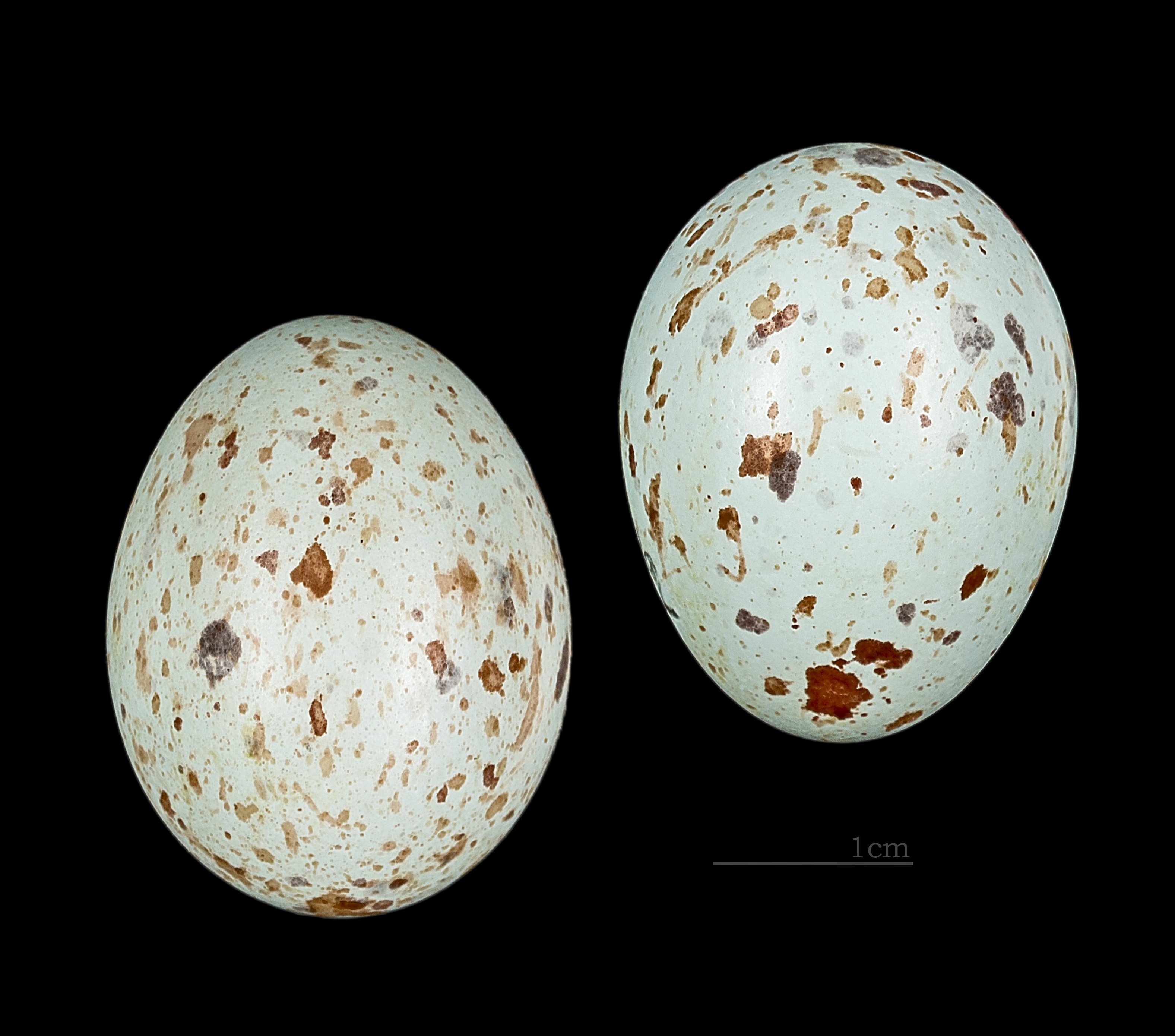
Eier eines Prachtglanzstars (Lamprotornis splendidus)

## Fortpflanzung
Der Prachtglanzstar legt 2 bis 3 Eier und nistet sowohl in soliden, nach oben offenen, als auch kugelförmigen Nestern sowie in natürlich vorkommenden Baumhöhlen, die auch von Spechten hergestellt sein können. Die Nester liegen in den tropischen Wäldern oft hoch über dem Boden zwischen 8 und 37 m, jedoch dort, wo der Baumbestand dieses nicht zulässt, auch deutlich unterhalb, wie dies meist in Mangrovenwäldern der Fall ist. Die Nester stellen die Prachtglanzstare aus kleinen Ästen, trockenen Blättern und Blattstielen, Gras sowie den Endstücken von Kletterpflanzen und anderen Rankengewächsen her. Der Prachtglanzstar gilt als monogam lebend und in Gambia wurde beobachtet, dass er seine Nester regelmäßig wieder benutzt, oft sogar am selben Tag des nächsten Jahres. Die Brutzeiten liegen abhängig von der Region und der Regenzeit sehr unterschiedlich, so dass diese sich über das ganze Jahr verteilen. In den westlichen Küstenregionen liegt diese vorwiegend zwischen Dezember und Mai, in den zentral liegenden Staaten eher in der zweiten Jahreshälfte und im Osten des Kontinents eher in den letzten Monaten des Jahres und den Ersten des neuen Jahres.

## Gefährdungssituation
Die Abholzung der Tropischen Wälder und Bäume, insbesondere in den ostafrikanischen Ländern, stellt für den Prachtglanzstar, bei seiner doch komplexen Art der Nahrungsbeschaffung, eine enorme Gefahr dar, wie  dies in Kenia deutlich geworden ist. Die Weltnaturschutzunion IUCN führt den Prachtglanzstar in der Roten Liste der gefährdeten Arten auf Grund des extrem großen Verbreitungsgebiets und in der Annahme, dass der Bestand nicht als kritisch zu beurteilen ist, als nicht gefährdet (Least Concern).

## Systematik
Der Prachtglanzstar steht innerhalb der Gattung Eigentliche Glanzstare (Lamprotornis) in einer direkten Verwandtschaftsgruppe mit sieben weiteren Glanzstaren. Er bildet zusammen mit der Schwesterart, dem Prinzenglanzstar, die basale Gruppe für eine der vier Kladen der Eigentlichen Glanzstare.
|  | Prinzenglanzstar (Lamprotornis ornatus)   |
|  |                                           |
|  | Prachtglanzstar (Lamprotornis splendidus) |
|  |                                           |

|  | Zweifarben-Glanzstar (Lamprotornis bicolor)                                                                                     |
|  | |
|  | \| \| Weißscheitel-Glanzstar (Lamprotornis albicapillus) \| \| \| \| \| \| Fischerglanzstar (Lamprotornis fisherii) \| \| \| \| |
|  | |
|  | Weißscheitel-Glanzstar (Lamprotornis albicapillus)                                                                              |
|  | |
|  | Fischerglanzstar (Lamprotornis fisherii)                                                                                        |
|  | |

|  | Weißscheitel-Glanzstar (Lamprotornis albicapillus) |
|  |                                                    |
|  | Fischerglanzstar (Lamprotornis fisherii)           |
|  |                                                    |

|  | Zweifarben-Glanzstar (Lamprotornis bicolor)                                                                                     |
|  | |
|  | \| \| Weißscheitel-Glanzstar (Lamprotornis albicapillus) \| \| \| \| \| \| Fischerglanzstar (Lamprotornis fisherii) \| \| \| \| |
|  | |
|  | Weißscheitel-Glanzstar (Lamprotornis albicapillus)                                                                              |
|  | |
|  | Fischerglanzstar (Lamprotornis fisherii)                                                                                        |
|  | |

|  | Weißscheitel-Glanzstar (Lamprotornis albicapillus) |
|  |                                                    |
|  | Fischerglanzstar (Lamprotornis fisherii)           |
|  |                                                    |

|  | Zweifarben-Glanzstar (Lamprotornis bicolor)                                                                                     |
|  | |
|  | \| \| Weißscheitel-Glanzstar (Lamprotornis albicapillus) \| \| \| \| \| \| Fischerglanzstar (Lamprotornis fisherii) \| \| \| \| |
|  | |
|  | Weißscheitel-Glanzstar (Lamprotornis albicapillus)                                                                              |
|  | |
|  | Fischerglanzstar (Lamprotornis fisherii)                                                                                        |
|  | |

|  | Weißscheitel-Glanzstar (Lamprotornis albicapillus) |
|  |                                                    |
|  | Fischerglanzstar (Lamprotornis fisherii)           |
|  |                                                    |

|  | Zweifarben-Glanzstar (Lamprotornis bicolor)                                                                                     |
|  | |
|  | \| \| Weißscheitel-Glanzstar (Lamprotornis albicapillus) \| \| \| \| \| \| Fischerglanzstar (Lamprotornis fisherii) \| \| \| \| |
|  | |
|  | Weißscheitel-Glanzstar (Lamprotornis albicapillus)                                                                              |
|  | |
|  | Fischerglanzstar (Lamprotornis fisherii)                                                                                        |
|  | |

|  | Weißscheitel-Glanzstar (Lamprotornis albicapillus) |
|  |                                                    |
|  | Fischerglanzstar (Lamprotornis fisherii)           |
|  |                                                    |

|  | Zweifarben-Glanzstar (Lamprotornis bicolor)                                                                                     |
|  | |
|  | \| \| Weißscheitel-Glanzstar (Lamprotornis albicapillus) \| \| \| \| \| \| Fischerglanzstar (Lamprotornis fisherii) \| \| \| \| |
|  | |
|  | Weißscheitel-Glanzstar (Lamprotornis albicapillus)                                                                              |
|  | |
|  | Fischerglanzstar (Lamprotornis fisherii)                                                                                        |
|  | |

|  | Weißscheitel-Glanzstar (Lamprotornis albicapillus) |
|  |                                                    |
|  | Fischerglanzstar (Lamprotornis fisherii)           |
|  |                                                    |

|  | Zweifarben-Glanzstar (Lamprotornis bicolor)                                                                                     |
|  | |
|  | \| \| Weißscheitel-Glanzstar (Lamprotornis albicapillus) \| \| \| \| \| \| Fischerglanzstar (Lamprotornis fisherii) \| \| \| \| |
|  | |
|  | Weißscheitel-Glanzstar (Lamprotornis albicapillus)                                                                              |
|  | |
|  | Fischerglanzstar (Lamprotornis fisherii)                                                                                        |
|  | |

|  | Weißscheitel-Glanzstar (Lamprotornis albicapillus) |
|  |                                                    |
|  | Fischerglanzstar (Lamprotornis fisherii)           |
|  |                                                    |

|  | Zweifarben-Glanzstar (Lamprotornis bicolor)                                                                                     |
|  | |
|  | \| \| Weißscheitel-Glanzstar (Lamprotornis albicapillus) \| \| \| \| \| \| Fischerglanzstar (Lamprotornis fisherii) \| \| \| \| |
|  | |
|  | Weißscheitel-Glanzstar (Lamprotornis albicapillus)                                                                              |
|  | |
|  | Fischerglanzstar (Lamprotornis fisherii)                                                                                        |
|  | |

|  | Weißscheitel-Glanzstar (Lamprotornis albicapillus) |
|  |                                                    |
|  | Fischerglanzstar (Lamprotornis fisherii)           |
|  |                                                    |

|  | Zweifarben-Glanzstar (Lamprotornis bicolor)                                                                                     |
|  | |
|  | \| \| Weißscheitel-Glanzstar (Lamprotornis albicapillus) \| \| \| \| \| \| Fischerglanzstar (Lamprotornis fisherii) \| \| \| \| |
|  | |
|  | Weißscheitel-Glanzstar (Lamprotornis albicapillus)                                                                              |
|  | |
|  | Fischerglanzstar (Lamprotornis fisherii)                                                                                        |
|  | |

|  | Weißscheitel-Glanzstar (Lamprotornis albicapillus) |
|  |                                                    |
|  | Fischerglanzstar (Lamprotornis fisherii)           |
|  |                                                    |

|  | Prinzenglanzstar (Lamprotornis ornatus)   |
|  |                                           |
|  | Prachtglanzstar (Lamprotornis splendidus) |
|  |                                           |

|  | Zweifarben-Glanzstar (Lamprotornis bicolor)                                                                                     |
|  | |
|  | \| \| Weißscheitel-Glanzstar (Lamprotornis albicapillus) \| \| \| \| \| \| Fischerglanzstar (Lamprotornis fisherii) \| \| \| \| |
|  | |
|  | Weißscheitel-Glanzstar (Lamprotornis albicapillus)                                                                              |
|  | |
|  | Fischerglanzstar (Lamprotornis fisherii)                                                                                        |
|  | |

|  | Weißscheitel-Glanzstar (Lamprotornis albicapillus) |
|  |                                                    |
|  | Fischerglanzstar (Lamprotornis fisherii)           |
|  |                                                    |

|  | Zweifarben-Glanzstar (Lamprotornis bicolor)                                                                                     |
|  | |
|  | \| \| Weißscheitel-Glanzstar (Lamprotornis albicapillus) \| \| \| \| \| \| Fischerglanzstar (Lamprotornis fisherii) \| \| \| \| |
|  | |
|  | Weißscheitel-Glanzstar (Lamprotornis albicapillus)                                                                              |
|  | |
|  | Fischerglanzstar (Lamprotornis fisherii)                                                                                        |
|  | |

|  | Weißscheitel-Glanzstar (Lamprotornis albicapillus) |
|  |                                                    |
|  | Fischerglanzstar (Lamprotornis fisherii)           |
|  |                                                    |

|  | Zweifarben-Glanzstar (Lamprotornis bicolor)                                                                                     |
|  | |
|  | \| \| Weißscheitel-Glanzstar (Lamprotornis albicapillus) \| \| \| \| \| \| Fischerglanzstar (Lamprotornis fisherii) \| \| \| \| |
|  | |
|  | Weißscheitel-Glanzstar (Lamprotornis albicapillus)                                                                              |
|  | |
|  | Fischerglanzstar (Lamprotornis fisherii)                                                                                        |
|  | |

|  | Weißscheitel-Glanzstar (Lamprotornis albicapillus) |
|  |                                                    |
|  | Fischerglanzstar (Lamprotornis fisherii)           |
|  |                                                    |

|  | Zweifarben-Glanzstar (Lamprotornis bicolor)                                                                                     |
|  | |
|  | \| \| Weißscheitel-Glanzstar (Lamprotornis albicapillus) \| \| \| \| \| \| Fischerglanzstar (Lamprotornis fisherii) \| \| \| \| |
|  | |
|  | Weißscheitel-Glanzstar (Lamprotornis albicapillus)                                                                              |
|  | |
|  | Fischerglanzstar (Lamprotornis fisherii)                                                                                        |
|  | |

|  | Weißscheitel-Glanzstar (Lamprotornis albicapillus) |
|  |                                                    |
|  | Fischerglanzstar (Lamprotornis fisherii)           |
|  |                                                    |

|  | Zweifarben-Glanzstar (Lamprotornis bicolor)                                                                                     |
|  | |
|  | \| \| Weißscheitel-Glanzstar (Lamprotornis albicapillus) \| \| \| \| \| \| Fischerglanzstar (Lamprotornis fisherii) \| \| \| \| |
|  | |
|  | Weißscheitel-Glanzstar (Lamprotornis albicapillus)                                                                              |
|  | |
|  | Fischerglanzstar (Lamprotornis fisherii)                                                                                        |
|  | |

|  | Weißscheitel-Glanzstar (Lamprotornis albicapillus) |
|  |                                                    |
|  | Fischerglanzstar (Lamprotornis fisherii)           |
|  |                                                    |

|  | Zweifarben-Glanzstar (Lamprotornis bicolor)                                                                                     |
|  | |
|  | \| \| Weißscheitel-Glanzstar (Lamprotornis albicapillus) \| \| \| \| \| \| Fischerglanzstar (Lamprotornis fisherii) \| \| \| \| |
|  | |
|  | Weißscheitel-Glanzstar (Lamprotornis albicapillus)                                                                              |
|  | |
|  | Fischerglanzstar (Lamprotornis fisherii)                                                                                        |
|  | |

|  | Weißscheitel-Glanzstar (Lamprotornis albicapillus) |
|  |                                                    |
|  | Fischerglanzstar (Lamprotornis fisherii)           |
|  |                                                    |

|  | Zweifarben-Glanzstar (Lamprotornis bicolor)                                                                                     |
|  | |
|  | \| \| Weißscheitel-Glanzstar (Lamprotornis albicapillus) \| \| \| \| \| \| Fischerglanzstar (Lamprotornis fisherii) \| \| \| \| |
|  | |
|  | Weißscheitel-Glanzstar (Lamprotornis albicapillus)                                                                              |
|  | |
|  | Fischerglanzstar (Lamprotornis fisherii)                                                                                        |
|  | |

|  | Weißscheitel-Glanzstar (Lamprotornis albicapillus) |
|  |                                                    |
|  | Fischerglanzstar (Lamprotornis fisherii)           |
|  |                                                    |

|  | Zweifarben-Glanzstar (Lamprotornis bicolor)                                                                                     |
|  | |
|  | \| \| Weißscheitel-Glanzstar (Lamprotornis albicapillus) \| \| \| \| \| \| Fischerglanzstar (Lamprotornis fisherii) \| \| \| \| |
|  | |
|  | Weißscheitel-Glanzstar (Lamprotornis albicapillus)                                                                              |
|  | |
|  | Fischerglanzstar (Lamprotornis fisherii)                                                                                        |
|  | |

|  | Weißscheitel-Glanzstar (Lamprotornis albicapillus) |
|  |                                                    |
|  | Fischerglanzstar (Lamprotornis fisherii)           |
|  |                                                    |